# Guzhangium
| ❮ | System          | Serie        | Stufe        | ≈ Alter (mya) |
| ❮ | später          | später       | später       | jünger        |
| - | --------------- | ------------ | ------------ | ------------- |
| ❮ | K a m b r i u m | Furongium    | 10. Stufe    | 485,4 ⬍ 489,5 |
| ❮ | K a m b r i u m | Furongium    | Jiangshanium | 489,5 ⬍ 494   |
| ❮ | K a m b r i u m | Furongium    | Paibium      | 494 ⬍ 497     |
| ❮ | K a m b r i u m | Miaolingium  | Guzhangium   | 497 ⬍ 500,5   |
| ❮ | K a m b r i u m | Miaolingium  | Drumium      | 500,5 ⬍ 504,5 |
| ❮ | K a m b r i u m | Miaolingium  | Wuliuum      | 504,5 ⬍ 509   |
| ❮ | K a m b r i u m | 2. Serie     | 4. Stufe     | 509 ⬍ 514     |
| ❮ | K a m b r i u m | 2. Serie     | 3. Stufe     | 514 ⬍ 521     |
| ❮ | K a m b r i u m | Terreneuvium | 2. Stufe     | 521 ⬍ 529     |
| ❮ | K a m b r i u m | Terreneuvium | Fortunium    | 529 ⬍ 541     |
| ❮ | früher          | früher       | früher       | älter         |

Das Guzhangium ist die obere chronostratigraphische Stufe des Miaolingiums, der dritten chronostratigraphischen Serie des Kambriums. Das Guzhangium folgt auf das Drumium und geht dem Paibium voraus. Das Guzhangium dauerte von vor 500,5 bis 497 Millionen Jahren (interpoliert).

## Namengebung und Geschichte
Der Name der Stufe wurde im März 2008 ratifiziert. Sie ist nach dem Kreis Guzhang (Prov. Hunan, China) benannt.

## Definition und GSSP
Die Untergrenze liegt 121,3 Meter über der Basis der Huaqiao-Formation in einem Horizont, der das Erstauftreten der weltweit auftretenden Trilobiten-Art Lejopyge laevigata markiert. Sekundäre Marker nahe der Basis der Stufe sind das Auftreten von Lejopyge calva oder Lejopyge armata geringfügig unter der Basis der Stufe, das Auftreten von Conodonten assoziiert mit der Basis der Laiwugnathus laiwuensis-Zone und die Transgressionsphase eines kleinen eustatischen Events.
Die Obergrenze (und damit die Untergrenze des Paibiums) ist durch das Erstauftreten der Trilobiten-Art Ptychagnostus atavus definiert.
Der GSSP (Global Standard-stratotype Section and Points) ist ein Profil 4 km nordwestlich Luoyixi entlang des Youshui-Flusses am Fengtan-Reservoir, ungefähr 4 km südöstlich von Wangcun im Kreis Guzhang (nordwestliche Hunan-Provinz, China). Der GSSP liegt an einem Straßenaufschluss bei 28°43.20' N und 109º57.88' E.

## Korrelation mit anderen Regionen
Die Faunenwechsel an der Basis der Guzhangium-Stufe können auch an der Basis der Boomerangium-Stufe in Australien, an der Basis der Aldanaspis-Zone (polymeride Trilobiten) in Sibirien und an der Basis der Paradoxides forchhammeri-Zone auf dem westlichen Avalonia-Kleinkontinent festgestellt werden. Der Horizont mit dem Erstauftreten von Lejopyge laevigata liegt sehr nahe an einem Peak einer langen Periode mit negative δ 13C-Abweichungen von bis zu 0,58 ‰.